# Cycliste africain de l'année
Le prix du Cycliste africain de l'année est une récompense attribuée chaque année depuis 2012. L'idée est initiée par les organisateurs de la course cycliste Gabonaise, la  Tropicale Amissa Bongo, pour récompenser le meilleur cycliste africain de la saison. La décision est prise par un jury qui comprend des cyclistes de renom. En 2014, le jury est composé de 21 personnes, dont Christopher Froome et Bernard Hinault. 

## Palmarès

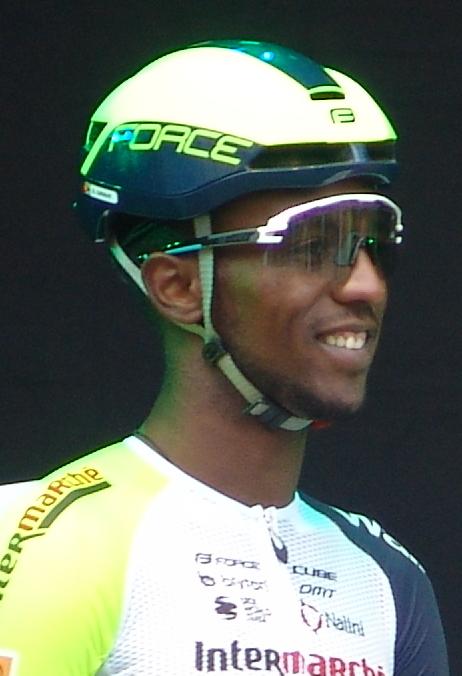
Biniam Girmay est élu cycliste africain de l'année à 4 reprises.

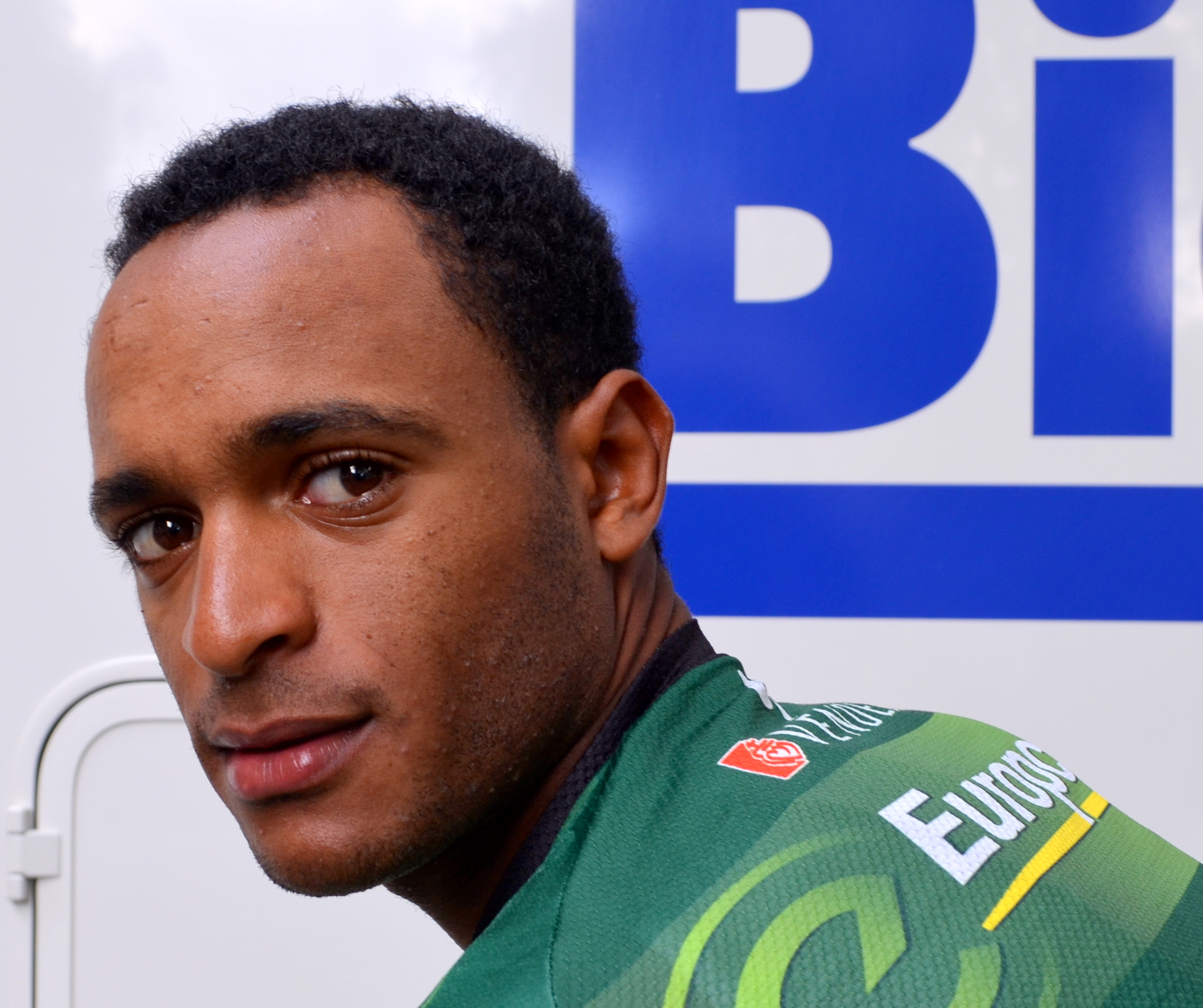
Natnael Berhane, cycliste africain de l'année 2012, photographié lors de la 4e étape du Tour de l'Ain 2014.

| Année | Vainqueur            | Deuxième                    | Troisième              |
| ----- | -------------------- | --------------------------- | ---------------------- |
| 2012  | Natnael Berhane      | Reinardt Janse van Rensburg | Adil Jelloul           |
| 2013  | Louis Meintjes       | Daryl Impey                 | Natnael Berhane        |
| 2014  | Mekseb Debesay       | Louis Meintjes              | Natnael Berhane        |
| 2015  | Daniel Teklehaimanot | Louis Meintjes              | Rafaa Chtioui          |
| 2016  | Tesfom Okubamariam   | Louis Meintjes              | Daniel Teklehaimanot   |
| 2017  | Louis Meintjes       | Joseph Areruya              | Merhawi Kudus          |
| 2018  | Joseph Areruya       | Daryl Impey                 | Amanuel Gebreigzabhier |
| 2019  | Daryl Impey          | Merhawi Kudus               | Youcef Reguigui        |
| 2020  | Biniam Girmay        | Natnael Tesfatsion          | Moïse Mugisha          |
| 2021  | Biniam Girmay        | Ryan Gibbons                | Merhawi Kudus          |
| 2022  | Biniam Girmay        | Louis Meintjes              | Natnael Tesfatsion     |
| 2023  | Henok Mulubrhan      | Biniam Girmay               | Achraf Ed Doghmy       |
| 2024  | Biniam Girmay        | Alan Hatherly               | Yacine Hamza           |

## Statistiques
Mis à jour après l'édition 2024
| Rang  | Pays           | Vainqueur | Deuxième | Troisième | Total |
| ----- | -------------- | --------- | -------- | --------- | ----- |
| 1     | Érythrée       | 9         | 3        | 7         | 19    |
| 2     | Afrique du Sud | 3         | 9        | 0         | 12    |
| 3     | Rwanda         | 1         | 1        | 1         | 3     |
| 4     | Algérie        | 0         | 0        | 2         | 1     |
| 4     | Maroc          | 0         | 0        | 2         | 2     |
| 6     | Tunisie        | 0         | 0        | 1         | 1     |
| Total | Total          | 13        | 13       | 13        | 39    |